# Josef Ramaseder

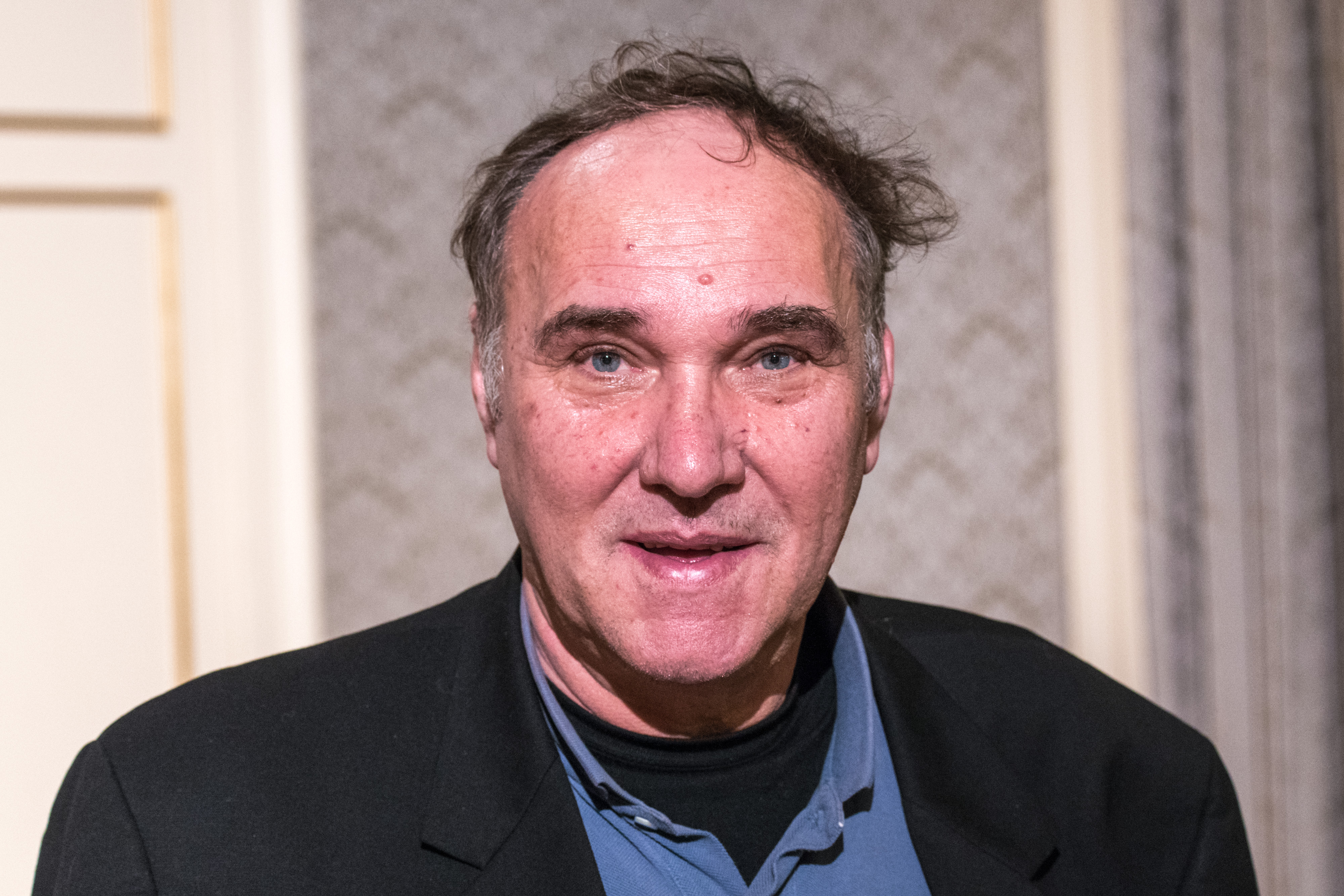
Josef Ramaseder (2019)

Josef Ramaseder (* 12. Februar 1956 in Linz; † 23. März 2022) war ein österreichischer Konzeptkünstler, Maler und Kurator.

## Leben und Werk
Josef Ramaseder studierte von 1979 bis 1983 an der Universität für angewandte Kunst Wien bei Oswald Oberhuber und von 1974 bis 1980 Medizin an der Universität Wien.
Er war Gründungsmitglied der Wochenzeitung Falter und arbeitete von 1976 bis 1979 an der Zeitschrift mit. Nach einem Rom-Stipendium von 1982 bis 1983 übersiedelte er 1983 nach New York City, wo er die nächsten zwölf Jahre als Künstler lebte und arbeitete.
Josef Ramaseder wurde von der Amy Lipton Gallery (vorher Loughelton Gallery) repräsentiert und nahm an zahlreichen Ausstellungen in den USA, Japan und Europa teil, die seine Verwurzelung in der New Yorker Kunstszene der 80er Jahre dokumentieren. Rezensionen von Kunstkritikern wie Klaus Ottmann, Dan Cameron, Kim Levin, Barry Schwabsky und Roberta Smith erschienen in Kunstzeitschriften und Tageszeitungen wie Flash Art International, Art in America, Art News, Art in Asia oder der New York Times. Er übersetzte „Trusty Sarcophagus Co.“, einen Gedichtband von Rene Ricard, den er 2013 nach Wien einlud, um seine Werke im Rahmen der Ausstellung „NY Again“ im Kunstraum Gesso zu zeigen.
1982 wirkte er zur Live-Musik von Sonic Youth und Glenn Branca als Performer in einer Tanzchoreographie von Amanda Lynn mit. Ramaseder partizipierte 1990 in der Anfangsphase von „The Thing“. Mitte der 1990er-Jahre war er einer der Darsteller in Ursula Pürrers Film „blueprint“ und in Edgar Honetschlägers Film „Sequences“.
Kontinuierliches Erschließen neuer Erfahrungshorizonte war ein Charakteristikum für Leben und Werk Josef Ramaseders. Die verschiedenen Spannungsfelder wurden zum Fundus seiner erweiterten künstlerischen Praktiken, die von Malerei über Video, Foto, Installationen, Kunst im öffentlichen Raum, kuratorischen Projekten bis zu Kooperationsprojekten mit anderen Künstlern reichten. Im Mittelpunkt stand dabei auch nach seiner Rückkehr nach Österreich 1995 die Malerei: Ramaseder beschäftigte sich dabei mit Physik und Metaphorik des Lichts und der Zirkulation innerer und äußerer Bilder. So versuchte Ramaseder konsequent, seine Vorstellung vom Medium Malerei hinsichtlich dessen Vielschichtigkeit und verschiedener Adaptationsfähigkeiten zu verwirklichen.
Nach „Construction in Process IV“ 1993 in Łódź nahm er 1998 an „Construction in Process VI“ in Melbourne teil. 1997 zeichnete er für das Kunstprojekt „grey matters, white matters“ im Rahmen eines interdisziplinären neurochirurgischen Kongresses in Linz verantwortlich, der unter anderem den ethisch-philosophischen Fragen neuer telechirurgischer Operationsmethoden nachging.
In den 2000er-Jahren bei der Reihe „UNtitled I–IV“ im Vienna International Centre wurden Interventionen im politischen Raum realisiert. Im O.K Centrum für Gegenwartskunst wurde 2003 die Videoinstallation „Aurora popularis“, eine Schwellenlichtprojektion, im schwarzen Raum gezeigt.
Ramaseder lebte und arbeitete in Linz und Lomnice nad Lužnicí, wo er seit 2011 das Lomnitzke Sympozium veranstaltete.
Ramaseders Werke sind in zahlreichen privaten und öffentlichen Sammlungen in den USA und Europa vertreten.

## Einzelausstellungen (Auswahl)
- 1987 Loughelton Gallery, New York
- 1989 Amy Lipton Gallery, New York
- 1991 Galerie Marc Jancou, Zürich; Wilkey Fine Arts, Seattle
- 1991 Amy Lipton Gallery, New York; College of St. Rose, Albany
- 1992 J. Rosenthal Fine Arts, Chicago
- 1992, 1994 Yoshida Gallery, Nagoya, Japan
- 1995, 2002 Galerie Schloss Damtschach, Wernberg
- 1996 Galerie Theuretzbacher, Wien
- 2000 Galerie im Stifterhaus, Linz
- 2004 haaaauch, Klagenfurt
- 2007 Austrian Cultural Forum, Tokyo
- 2007 Galerie Stadtpark Krems
- 2010 Galerie Zauner (mit Elisabeth Plank, Kristiane Petersmann)
- 2013 dots and letters, S.I.X. Raum für Kunst, Seewalchen
- 2014 Kunstverein Hans Reh, Wien
- 2015 Galerie Schloss Puchheim (mit Th. Eisenmann)
- 2015 Kunstverein Schwertberg
- 2015 Kunstverein Mistelbach, Barockschlössl
- 2015 Atelierhaus der Akademie der bildenden Künste, ehemaliges Semperdepot, Wien (Katalog)

## Beteiligungen (Auswahl)
- 1986 Das offene Auge, Wien
- 1986 Terza Rassegna Internationale D`Arte, Amalfi;
- 1986 Barnett Newman, Wer hat Angst vor Rot, Gelb und Blau?, daedalus 7, Albert Schweizer Haus, Wien;
- 1986 The Living Art Museum, Reykjavík;
- 1987 The Five Corners of Abstraction, Kurator: Bill Arning, Javits Center, New York
- 1987 Photo Mannerism, Kurator: Klaus Ottmann, Lawrence Oliver Gallery, Philadelphia
- 1988 Michele Zalopany, Susan Etkin, Claudia Hart, Holt Quentel, Josef Ramaseder, Pat Steir, Massimo 	Audiello Gallery
- 1989 Galerie 1900–2000, Paris
- 1990 Art against AIDS, Washington, D.C
- 1990 Lydia Dona, Moira Dryer, Frank Holliday, Bill Komoski, Josef Ramaseder, Loughelton Gallery, NY
- 1991 Telekinesis, Kurator: Patrick Painter, Mincher/Wilcox Gallery, San Francisco
- 1991 Benefit for the New Museum, The New Museum, New York
- 1992 Edgar Honetschläger, Elisabeth Plank, Josef Ramaseder; Austrian Cultural Institute, New York
- 1992 White Columns 1992 Benefit, White Columns, New York
- 1992 Against the grain, Kurator: Klaus Ottmann u. Josef Ramaseder, Galerie Theuretzbacher, Wien
- 1993 CONSTRUCTION IN PROCESS IV,"My Home is your Home", Lodz
- 1994 Parallel of Life and Art 2, Kuratorin: Ursula Graf, Pöllau
- 1994 plant Süden: Walter Vopava, Josef Ramaseder, Galerie Pfefferle, München
- 1994 Abstractions, Galerie 1900/2000, Paris
- 1994 Zelle, Galerie Theuretzbacher, Wien
- 1994 Don’t postpone joy or collecting can be fun, organisiert v. Rudi Molacek, Neue Galerie am Landesmuseum Joanneum, Austrian Cultural Forum, New York
- 1994 I could do that, 109 Spring Street, New York, Kurator: Kenny Schachter
- 1995 Positionen, Neue Galerie der Stadt Linz
- 1996 Die Sage vom fleissigen Regal, Burgruine Reichenstein
- 1996 B.Y.O.P, Kommunikationsbüro, Wien
- 1996 conpaintorary, Brasilica, Wien
- 1996 produkt, prozess & bier, Kurator: Jonathan Quinn: Ballg. 6, Wien
- 1997 Block, Apostelhof, Wien
- 1997 Grey matters/white matters, Kunstprojekt für CIS97 (neurochir. Kongress), Design Center Linz
- 1997 flight 20 + Spin – Off / Austrian Cultural Inst., 23 Murray Street, New York
- 1998 ***, Werkstadt Graz
- 1998 KünstlerHouse, Passagengalerie Künstlerhaus, Wien
- 1998 na hradnici, Art Centrum, Prag
- 1998 CONSTRUCTION IN PROCESS VI, „The Bridge“, Melbourne, AUS;
- 1999 Kunst aus Oberösterreich, Galerie Museum auf Abruf, Wien
- 1999 Malerei 4020, Kunstform beim Rathaus, Hallein
- 1999 Basistage, Linz
- 1999 Bautest: 100meterküche, Architekturforum Oberösterreich, Koch-Performance
- 2000 stiftersphäre, organisiert von Karl-Heinz Klopf und Sigrid Kurz, Galerie im Stifterhaus
- 2000 landschaffen, Baden bei Wien, Pöchlarn
- 2000 linz/bilder, Kunsthalle.tmp.Steyr
- 2001 Betreff Malerei; Galerie MAERZ, Linz
- 2002 Symposion Alferjewo, RUS
- 2002 ...der werfe den ersten Stein, Milestones for Peace, Domschatzkammer Aachen
- 2003 Querschnitt; Museum Nordico, Linz
- 2003 IKG-Jahresversammlung, Museum des 25. Mai; Belgrad
- 2003 Island by numbers; OK -Centrum f. Gegenwartskunst, Linz (Katalog)
- 2006 Symposion Hatschek Stiftung, Vöcklabruck
- 2009 formuliert: Konvergenzen von Schrift und Bild; Lentos, Galerie Maerz, Linz (Katalog)
- 2010 Zeitschnitt, Malerei des MAERZ, ARTEMONS
- 2010 METAPOLIS, Center for Contemporary Art, Plovdiv, BUL, kuratiert von Jakob Racek
- 2011 Die oberösterreichische Landschaft, ARTEMONS, Hellmonsödt
- 2011 Lomnicky Sympozium #1
- 2011 Oberösterr. Kunstverein Gemeinschaftsarbeit mit K.Petersmann
- 2011 Zeitschnitt, Malerei des MAERZ, Künstlerhaus, Wien
- 2012 Sammlung Landesgalerie: Selected by Rudi Stanzel; OÖ Landesgalerie, Gotisches Zimmer
- 2012 'Loughelton Revisited' Winkleman Gallery, New York
- 2013 supersummativ, Künstlervereinigung MAERZ
- 2013 Lomnicky Sympozium #2, Lomnice nad Luznice, CZ
- 2013 NY AGAIN, Gesso Artspace, Wien
- 2014 Lomnitzky Sympozium #3, Lomnice nad Luznice, CZ
- 2014 bildschrift; Villa Deutsch, Strobl
- 2014 A stone, a word, activated by; Blickle Raum, Wien
- 2014 turn left, turn back, cut across, go straight (Josef Bauer, Marina Faust, Nicolas Jasmin, Andreas Reiter Raabe, Josef Ramaseder, Peter Sommerauer), Malkasten Düsseldorf
- 2015 United Nations extended; kuratiert von Signe Theill und Peter Winkels, Quartier 21, Museumsquartier Wien

## Kuratorische Projekte, Kunst im öffentlichen Raum (Auswahl)
- Against the grain, kuratiert mit Klaus Ottmann, Galerie Theuretzbacher, Wien, 1992, (Katalog)
- Grand Hotel Orbis-Room 507, CONSTRUCTION IN PROCESS IV-My Home is your Home, Lodz, 1993, (Broschüre)
- flight 20 + Spin – Off, organisiert mit Heiko Bressnik, Austrian Cultural Inst. und 23 Murray Street, New York, 1997 (Katalog)
- Grey matters/white matters, Organisation des Kunstprojektes für CIS97 (neurochir. Kongress), Design Center Linz, 1997
- CONSTRUCTION IN PROCESS VI-The Bridge, Melbourne 1998 (Katalog)
- I (as in India), organisiert mit M.S.Umesh; Shankara Centre for Arts, Feb. 1999, Bangalore (Broschüre)
- Re: envisioning knowledge, Projekt in Zusammenarbeit mit WERKSTADT GRAZ, für 3. Medien-Biennale (Burda Medienakademie zum Dritten Jahrtausend), Feb. 1999, Intern. Congress Center München
- niemandLand Art HYPER2000, Projekt f. Festival der Regionen 1999, zusammen mit Pepi Maier (Katalog)
- piter.lit.mus.cook.art.com, organisiert mit Heiko Bressnik, Pushkinskaya, Juni 2000, St. Petersburg, RUS
- UNtitled, Installation anlässlich UN-Konferenz über Terrorismus, Rotunde, Vienna International Center, 2002
- UNtitled II, Installation anlässlich UN-Konferenz über transnationales Verbrechen, Rotunde, Vienna International Center, 2004
- UNtitled III, Installation, Rotunde, Vienna International Center, 2004
- UNtitled IV-Finnisage zum Gedankenjahr, Rotunde, Vienna International Center, 2005
- Ball im Wasser, Installation in Salzach, Mozartsteg, Salzburg, 2005
- Installation im Stadtpark, Vöcklabruck, Oberösterreichische Landesgartenschau 2007
- today is tomorrow, gemeinsam mit Elisabeth Plank, Künstler und Künstlerinnenvereinigung MAERZ, 2010
- Neu in der MAERZ, Künstler und Künstlerinnenvereinigung MAERZ, 2012
- NY again, kuratiert mit Andreas Reiter Raabe, Kunstraum gesso, Wien, 2013
- Live Galleries: Wschodnia Gallery, Exchange Gallery, Lodz networks since 1978, Künstler und Künstlerinnenvereinigung MAERZ, 2013
- Tomas Eller, Künstler und Künstlerinnenvereinigung MAERZ 2014